# Saison 2 de Boardwalk Empire
Chronologie
Saison 1 Saison 3
Cet article présente le guide des épisodes de la deuxième saison de la série télévisée américaine Boardwalk Empire.

## Distribution
- Steve Buscemi (VF : Edgar Givry) : Enoch "Nucky" Thompson
- Michael Pitt (VF : Emmanuel Garijo) : James "Jimmy" Darmody
- Kelly Macdonald (VF : Julie Turin) : Margaret Schroeder
- Michael Shannon (VF : David Kruger) : Nelson Van Alden
- Shea Whigham (VF : Stéphane Bazin) : Elias "Eli" Thompson
- Aleksa Palladino (VF : Laura Préjean) : Angela Darmody
- Michael Stuhlbarg (VF : Pierre-François Pistorio) : Arnold Rothstein
- Stephen Graham (VF : Emmanuel Curtil) : Al Capone
- Vincent Piazza (VF : Mathieu Buscatto) : Charlie Luciano
- Paz de la Huerta (VF : Karine Foviau) : Lucy Danziger
- Michael Kenneth Williams (VF : Jean-Paul Pitolin) : Albert "Chalky" White
- Gretchen Mol (VF : Barbara Beretta) : Gillian Darmody
- Jack Huston (VF : Xavier Fagnon) : Richard Harrow
- Anthony Laciura (VF : Georges Claisse) : Eddie Kessler
- Paul Sparks (VF : Ludovic Baugin) : Michael "Mickey Doyle" Kozik
- Dabney Coleman (VF : Marc Cassot) : Commodore Louis Kaestner
- Charlie Cox (VF : Axel Kiener) : Owen Slater

## Liste des épisodes
| Saison # | Série # | Titre                                          | Scénariste | Réalisateur | Diffusion originale |
| -------- | ------- | ---------------------------------------------- | --- | --- | --- |
| 1        | 13      | " 21 "                                         | Terence Winter | Tim Van Patten | 25 septembre 2011 |
| Résumé   | Résumé  | Résumé                                         | Nucky est secoué par une insurrection parmi son entourage; La vie et les moyens de subsistance de Chalky sont menacés par une attaque brutale du KKK ; Margaret fait face aux problèmes de discipline de son fils ; Angela rivalise avec Gillian pour les affections de Jimmy à la maison; Van Alden fait visiter la ville à sa femme Rose comme cadeau d'anniversaire. Écrit par HBO Publicité... | Nucky est secoué par une insurrection parmi son entourage; La vie et les moyens de subsistance de Chalky sont menacés par une attaque brutale du KKK ; Margaret fait face aux problèmes de discipline de son fils ; Angela rivalise avec Gillian pour les affections de Jimmy à la maison; Van Alden fait visiter la ville à sa femme Rose comme cadeau d'anniversaire. Écrit par HBO Publicité... | Nucky est secoué par une insurrection parmi son entourage; La vie et les moyens de subsistance de Chalky sont menacés par une attaque brutale du KKK ; Margaret fait face aux problèmes de discipline de son fils ; Angela rivalise avec Gillian pour les affections de Jimmy à la maison; Van Alden fait visiter la ville à sa femme Rose comme cadeau d'anniversaire. Écrit par HBO Publicité... |
| 2        | 14      | « Nous seuls »                                 | Howard Korder | David Petrarca | 2 octobre 2011 |
| Résumé   | Résumé  | Résumé                                         | La Saint-Valentin commence brusquement pour Margaret lorsqu'elle apprend l'arrestation de Nucky pour fraude électorale. Alors que les agents du gouvernement sont occupés à chercher des preuves dans le bureau de Nucky, Margaret fait le choix audacieux de l'aider en se déguisant. À New York, Jimmy décide de développer son entreprise en visitant un vieil adversaire Arnold Rothstein pour une proposition. Malheureusement pour Darmondy, Rothstein décide de passer mais Charlie Luciano et Meyer Lansky attendent dans les coulisses pour présenter leur propre proposition commerciale à Jimmy autour d'un peu de poker... | La Saint-Valentin commence brusquement pour Margaret lorsqu'elle apprend l'arrestation de Nucky pour fraude électorale. Alors que les agents du gouvernement sont occupés à chercher des preuves dans le bureau de Nucky, Margaret fait le choix audacieux de l'aider en se déguisant. À New York, Jimmy décide de développer son entreprise en visitant un vieil adversaire Arnold Rothstein pour une proposition. Malheureusement pour Darmondy, Rothstein décide de passer mais Charlie Luciano et Meyer Lansky attendent dans les coulisses pour présenter leur propre proposition commerciale à Jimmy autour d'un peu de poker... | La Saint-Valentin commence brusquement pour Margaret lorsqu'elle apprend l'arrestation de Nucky pour fraude électorale. Alors que les agents du gouvernement sont occupés à chercher des preuves dans le bureau de Nucky, Margaret fait le choix audacieux de l'aider en se déguisant. À New York, Jimmy décide de développer son entreprise en visitant un vieil adversaire Arnold Rothstein pour une proposition. Malheureusement pour Darmondy, Rothstein décide de passer mais Charlie Luciano et Meyer Lansky attendent dans les coulisses pour présenter leur propre proposition commerciale à Jimmy autour d'un peu de poker... |
| 3        | 15      | « Une dangereuse demoiselle »                  | Itamar Moïse | Suzanne Blanc | 9 octobre 2011 |
| Résumé   | Résumé  | Résumé                                         | Alors que le Commodore utilise ses relations avec la Garde côtière pour mettre la pression sur les expéditions d'alcool d' Atlantic City , Nucky tend la main au nouveau procureur général de Washington , Harry Daugherty , pour lui rendre une faveur politique. Dans un effort pour prouver sa valeur, Owen intervient sur une livraison destinée à l'opérateur de casino en difficulté Lolly Steinman . Deux groupes de convives s'affrontent chez Babette ; Margaret abandonne sa prétention avec Katy et le personnel de maison; Lucy s'irrite de sa solitude forcée... | Alors que le Commodore utilise ses relations avec la Garde côtière pour mettre la pression sur les expéditions d'alcool d' Atlantic City , Nucky tend la main au nouveau procureur général de Washington , Harry Daugherty , pour lui rendre une faveur politique. Dans un effort pour prouver sa valeur, Owen intervient sur une livraison destinée à l'opérateur de casino en difficulté Lolly Steinman . Deux groupes de convives s'affrontent chez Babette ; Margaret abandonne sa prétention avec Katy et le personnel de maison; Lucy s'irrite de sa solitude forcée... | Alors que le Commodore utilise ses relations avec la Garde côtière pour mettre la pression sur les expéditions d'alcool d' Atlantic City , Nucky tend la main au nouveau procureur général de Washington , Harry Daugherty , pour lui rendre une faveur politique. Dans un effort pour prouver sa valeur, Owen intervient sur une livraison destinée à l'opérateur de casino en difficulté Lolly Steinman . Deux groupes de convives s'affrontent chez Babette ; Margaret abandonne sa prétention avec Katy et le personnel de maison; Lucy s'irrite de sa solitude forcée... |
| 4        | 16      | « Que fait la petite abeille ? »               | Steve Kornacki | Ed Bianchi | 16 octobre 2011 |
| Résumé   | Résumé  | Résumé                                         | Lors d'une fête d'anniversaire pour le maire Bader , l' avocat de Nucky a une idée juridique qui pourrait renverser la vapeur dans l'affaire de trucage électoral de Nuck. Confrontés à un surplus d'alcool local, Jimmy et Mickey se rendent à Philadelphie à la recherche d'acheteurs, tandis que Nucky conclut un accord improbable pour faire entrer de l'alcool à Atlantic City . Eli s'inquiète de la capacité du Commodore à diriger; Margaret distribue les primes du personnel; Chalky est coincé au travail et à la maison; Owen met son expertise en munitions à l'œuvre; Les agents de Van Alden ciblent l'entrepôt de Mickey ;Richard baisse sa garde au nom de l'art ; Gillian se souvient de sa "première fois" avec le Commodore... | Lors d'une fête d'anniversaire pour le maire Bader , l' avocat de Nucky a une idée juridique qui pourrait renverser la vapeur dans l'affaire de trucage électoral de Nuck. Confrontés à un surplus d'alcool local, Jimmy et Mickey se rendent à Philadelphie à la recherche d'acheteurs, tandis que Nucky conclut un accord improbable pour faire entrer de l'alcool à Atlantic City . Eli s'inquiète de la capacité du Commodore à diriger; Margaret distribue les primes du personnel; Chalky est coincé au travail et à la maison; Owen met son expertise en munitions à l'œuvre; Les agents de Van Alden ciblent l'entrepôt de Mickey ;Richard baisse sa garde au nom de l'art ; Gillian se souvient de sa "première fois" avec le Commodore... | Lors d'une fête d'anniversaire pour le maire Bader , l' avocat de Nucky a une idée juridique qui pourrait renverser la vapeur dans l'affaire de trucage électoral de Nuck. Confrontés à un surplus d'alcool local, Jimmy et Mickey se rendent à Philadelphie à la recherche d'acheteurs, tandis que Nucky conclut un accord improbable pour faire entrer de l'alcool à Atlantic City . Eli s'inquiète de la capacité du Commodore à diriger; Margaret distribue les primes du personnel; Chalky est coincé au travail et à la maison; Owen met son expertise en munitions à l'œuvre; Les agents de Van Alden ciblent l'entrepôt de Mickey ;Richard baisse sa garde au nom de l'art ; Gillian se souvient de sa "première fois" avec le Commodore... |
| 5        | 17      | " Foutaises et ringardises"                    | Howard Korder | Tim Van Patten | 23 octobre 2011 |
| Résumé   | Résumé  | Résumé                                         | Le Memorial Day, Nucky Thompson et Jimmy Darmody prononcent tous deux des discours réussis. Après, Jimmy et Eli Thompson rencontrent le comité commémoratif, qui sont les bailleurs de fonds du Commodore dans le coup d'État contre Nucky. Le comité a perdu confiance dans le plan et est préoccupé par l'absence du Commodore. Jimmy est incapable de les rassurer, puis Jackson Parkhurst frappe Jimmy avec sa canne, mettant fin brutalement à la réunion. Nucky obtient la faveur qu'il voulait du procureur général Harry Daugherty - une aide pour ses problèmes juridiques. En retour, il remboursera Daugherty avec une journée de divertissement. Eli rend visite à Nucky à la maison, désespéré de se retirer du coup d'État. Nucky refuse de l'aider, ils se lancent dans un combat brutal qui est interrompu par Margaret Schroeder tenant un fusil de chasse sur la tête d'Eli... | Le Memorial Day, Nucky Thompson et Jimmy Darmody prononcent tous deux des discours réussis. Après, Jimmy et Eli Thompson rencontrent le comité commémoratif, qui sont les bailleurs de fonds du Commodore dans le coup d'État contre Nucky. Le comité a perdu confiance dans le plan et est préoccupé par l'absence du Commodore. Jimmy est incapable de les rassurer, puis Jackson Parkhurst frappe Jimmy avec sa canne, mettant fin brutalement à la réunion. Nucky obtient la faveur qu'il voulait du procureur général Harry Daugherty - une aide pour ses problèmes juridiques. En retour, il remboursera Daugherty avec une journée de divertissement. Eli rend visite à Nucky à la maison, désespéré de se retirer du coup d'État. Nucky refuse de l'aider, ils se lancent dans un combat brutal qui est interrompu par Margaret Schroeder tenant un fusil de chasse sur la tête d'Eli... | Le Memorial Day, Nucky Thompson et Jimmy Darmody prononcent tous deux des discours réussis. Après, Jimmy et Eli Thompson rencontrent le comité commémoratif, qui sont les bailleurs de fonds du Commodore dans le coup d'État contre Nucky. Le comité a perdu confiance dans le plan et est préoccupé par l'absence du Commodore. Jimmy est incapable de les rassurer, puis Jackson Parkhurst frappe Jimmy avec sa canne, mettant fin brutalement à la réunion. Nucky obtient la faveur qu'il voulait du procureur général Harry Daugherty - une aide pour ses problèmes juridiques. En retour, il remboursera Daugherty avec une journée de divertissement. Eli rend visite à Nucky à la maison, désespéré de se retirer du coup d'État. Nucky refuse de l'aider, ils se lancent dans un combat brutal qui est interrompu par Margaret Schroeder tenant un fusil de chasse sur la tête d'Eli... |
| 6        | 18      | « L'âge de raison »                            | Bethsabée Doran | Jérémy Podeswa | 30 octobre 2011 |
| Résumé   | Résumé  | Résumé                                         | Margaret Schroeder prépare son fils à la première communion nécessitant sa propre confession pour donner l'exemple. Elle admet des pensées impures pour Owen Sleater mais ne dit rien de son arrangement avec Nucky Thompson . Les problèmes de fraude électorale de Nucky reviennent lorsqu'un sénateur fait pression sur le procureur général pour obtenir une condamnation. À l'hôpital, Nelson Van Alden est au bord des aveux professionnels et personnels alors que son subordonné suspect succombe lentement à des brûlures au troisième degré. Lucy Danziger accouche seule. Jimmy Darmody est surpris quand Lucky Luciano protège la cargaison d'alcool qu'il va détourner ; au lieu de terminer le détournement, Jimmy décide de suivre les conseils d'une nouvelle source et s'associe à Luciano pour reprendre toute l'opération de contrebande de Nucky... | Margaret Schroeder prépare son fils à la première communion nécessitant sa propre confession pour donner l'exemple. Elle admet des pensées impures pour Owen Sleater mais ne dit rien de son arrangement avec Nucky Thompson . Les problèmes de fraude électorale de Nucky reviennent lorsqu'un sénateur fait pression sur le procureur général pour obtenir une condamnation. À l'hôpital, Nelson Van Alden est au bord des aveux professionnels et personnels alors que son subordonné suspect succombe lentement à des brûlures au troisième degré. Lucy Danziger accouche seule. Jimmy Darmody est surpris quand Lucky Luciano protège la cargaison d'alcool qu'il va détourner ; au lieu de terminer le détournement, Jimmy décide de suivre les conseils d'une nouvelle source et s'associe à Luciano pour reprendre toute l'opération de contrebande de Nucky... | Margaret Schroeder prépare son fils à la première communion nécessitant sa propre confession pour donner l'exemple. Elle admet des pensées impures pour Owen Sleater mais ne dit rien de son arrangement avec Nucky Thompson . Les problèmes de fraude électorale de Nucky reviennent lorsqu'un sénateur fait pression sur le procureur général pour obtenir une condamnation. À l'hôpital, Nelson Van Alden est au bord des aveux professionnels et personnels alors que son subordonné suspect succombe lentement à des brûlures au troisième degré. Lucy Danziger accouche seule. Jimmy Darmody est surpris quand Lucky Luciano protège la cargaison d'alcool qu'il va détourner ; au lieu de terminer le détournement, Jimmy décide de suivre les conseils d'une nouvelle source et s'associe à Luciano pour reprendre toute l'opération de contrebande de Nucky... |
| sept     | 19      | " Peg d'autrefois "                            | Howard Korder & Steve Kornacki & Bathsheba Doran | Allen Coulter | 6 novembre 2011 |
| Résumé   | Résumé  | Résumé                                         | Nelson Van Alden est incapable de payer Lucy Danziger pour la garde de leur bébé comme ils l'ont convenu. Il est également décontenancé lorsqu'un nouveau procureur, Esther Randolph , prend ses fonctions pour travailler sur l'affaire de trucage électoral contre Nucky Thompson . Lucy va voir Nucky pour l'aider avec le bébé, elle explique que Van Alden est le père et Nucky lui donne de l'argent. Nucky utilise les informations pour tenter de faire chanter Van Alden pour qu'il espionne Rudolph. Lucy laisse le bébé avec Van Alden et il se lie avec elle. Van Alden se rend chez Rudolph et lui remet son dossier d'enquête sur Nucky. | Nelson Van Alden est incapable de payer Lucy Danziger pour la garde de leur bébé comme ils l'ont convenu. Il est également décontenancé lorsqu'un nouveau procureur, Esther Randolph , prend ses fonctions pour travailler sur l'affaire de trucage électoral contre Nucky Thompson . Lucy va voir Nucky pour l'aider avec le bébé, elle explique que Van Alden est le père et Nucky lui donne de l'argent. Nucky utilise les informations pour tenter de faire chanter Van Alden pour qu'il espionne Rudolph. Lucy laisse le bébé avec Van Alden et il se lie avec elle. Van Alden se rend chez Rudolph et lui remet son dossier d'enquête sur Nucky. | Nelson Van Alden est incapable de payer Lucy Danziger pour la garde de leur bébé comme ils l'ont convenu. Il est également décontenancé lorsqu'un nouveau procureur, Esther Randolph , prend ses fonctions pour travailler sur l'affaire de trucage électoral contre Nucky Thompson . Lucy va voir Nucky pour l'aider avec le bébé, elle explique que Van Alden est le père et Nucky lui donne de l'argent. Nucky utilise les informations pour tenter de faire chanter Van Alden pour qu'il espionne Rudolph. Lucy laisse le bébé avec Van Alden et il se lie avec elle. Van Alden se rend chez Rudolph et lui remet son dossier d'enquête sur Nucky. |
| 8        | 20      | " Deux bateaux et un maître nageur "           | Terence Winter | Tim Van Patten | 13 novembre 2011 |
| Résumé   | Résumé  | Résumé                                         | Nucky Thompson a des problèmes sur plusieurs fronts. Depuis qu'il a frôlé la mort, il fait des rêves étranges et dort peu. Margaret Schroeder s'inquiète pour sa fille malade et pour la sécurité de Nucky et de sa famille après la fusillade. Esther Randolph continue de monter le dossier juridique contre lui. Il confirme que Jimmy Darmody est derrière la tentative d'assassinat. Finalement son père, Ethan Thompson , décède. Nucky suit les conseils de Johnny Torrio et Arnold Rothstein et décide de feindre la retraite et de se rendre en Irlande pour lever des fonds pour une contre-attaque. Il demande à Chalky White pour orchestrer une grève des travailleurs afro-américains pendant son absence... | Nucky Thompson a des problèmes sur plusieurs fronts. Depuis qu'il a frôlé la mort, il fait des rêves étranges et dort peu. Margaret Schroeder s'inquiète pour sa fille malade et pour la sécurité de Nucky et de sa famille après la fusillade. Esther Randolph continue de monter le dossier juridique contre lui. Il confirme que Jimmy Darmody est derrière la tentative d'assassinat. Finalement son père, Ethan Thompson , décède. Nucky suit les conseils de Johnny Torrio et Arnold Rothstein et décide de feindre la retraite et de se rendre en Irlande pour lever des fonds pour une contre-attaque. Il demande à Chalky White pour orchestrer une grève des travailleurs afro-américains pendant son absence... | Nucky Thompson a des problèmes sur plusieurs fronts. Depuis qu'il a frôlé la mort, il fait des rêves étranges et dort peu. Margaret Schroeder s'inquiète pour sa fille malade et pour la sécurité de Nucky et de sa famille après la fusillade. Esther Randolph continue de monter le dossier juridique contre lui. Il confirme que Jimmy Darmody est derrière la tentative d'assassinat. Finalement son père, Ethan Thompson , décède. Nucky suit les conseils de Johnny Torrio et Arnold Rothstein et décide de feindre la retraite et de se rendre en Irlande pour lever des fonds pour une contre-attaque. Il demande à Chalky White pour orchestrer une grève des travailleurs afro-américains pendant son absence... |
| 9        | 21      | " Le Combat du siècle "                        | Steve Kornacki | Brad Anderson | 20 novembre 2011 |
| Résumé   | Résumé  | Résumé                                         | Nucky Thompson et Owen Sleater se rendent à Belfast, en Irlande, pour offrir à l' Armée républicaine irlandaise (IRA) les mitraillettes Thompson excédentaires de l'armée américaine. Nucky veut du whisky en échange afin de gagner des fonds pour sa propre guerre. John McGarrigle refuse la proposition en raison des négociations de paix imminentes avec le gouvernement anglais. Les autres dirigeants de l'IRA sont moins désireux de mettre fin à leur lutte pour l'indépendance et font assassiner McGarrigle leur permettant d'accepter l'accord de Nucky. Nucky craint que Sleater ne l'ait pas mis au courant de ce complot et ensuite affligé par un télégramme de Margaret Schroeder . Procureur Esther Randolphcontinue de monter son dossier contre Nucky, interrogeant un subordonné du bureau du shérif ... | Nucky Thompson et Owen Sleater se rendent à Belfast, en Irlande, pour offrir à l' Armée républicaine irlandaise (IRA) les mitraillettes Thompson excédentaires de l'armée américaine. Nucky veut du whisky en échange afin de gagner des fonds pour sa propre guerre. John McGarrigle refuse la proposition en raison des négociations de paix imminentes avec le gouvernement anglais. Les autres dirigeants de l'IRA sont moins désireux de mettre fin à leur lutte pour l'indépendance et font assassiner McGarrigle leur permettant d'accepter l'accord de Nucky. Nucky craint que Sleater ne l'ait pas mis au courant de ce complot et ensuite affligé par un télégramme de Margaret Schroeder . Procureur Esther Randolphcontinue de monter son dossier contre Nucky, interrogeant un subordonné du bureau du shérif ... | Nucky Thompson et Owen Sleater se rendent à Belfast, en Irlande, pour offrir à l' Armée républicaine irlandaise (IRA) les mitraillettes Thompson excédentaires de l'armée américaine. Nucky veut du whisky en échange afin de gagner des fonds pour sa propre guerre. John McGarrigle refuse la proposition en raison des négociations de paix imminentes avec le gouvernement anglais. Les autres dirigeants de l'IRA sont moins désireux de mettre fin à leur lutte pour l'indépendance et font assassiner McGarrigle leur permettant d'accepter l'accord de Nucky. Nucky craint que Sleater ne l'ait pas mis au courant de ce complot et ensuite affligé par un télégramme de Margaret Schroeder . Procureur Esther Randolphcontinue de monter son dossier contre Nucky, interrogeant un subordonné du bureau du shérif ... |
| dix      | 22      | " Les Pêches de Géorgie "                      | Dave Flebotte | Jérémy Podeswa | 27 novembre 2011 |
| Résumé   | Résumé  | Résumé                                         | Nucky Thompson fait un retour en force à Atlantic City sur le front de la contrebande. Il inonde la ville de whisky de haute qualité et à bas prix, mais il est dégonflé lorsqu'il ne peut pas faire revenir son procès en ville. Il congédie son avocat et s'arrange pour se rendre à New York afin d'engager un nouvel avocat. Emily Schroeder attend les résultats des tests à l'hôpital et Margaret continue de blâmer ses propres péchés pour la maladie d'Emily. Teddy agit, se sentant négligé avec Emily malade et Nucky propose de l'emmener à New York. Dans la ville, il est présenté à Bill Fallon par Arnold Rothsteinet l'engage comme avocat de la défense. Après la réunion, Teddy révèle qu'il a vu Nucky brûler la maison de son père. Pendant que Nucky est absent, Margaret fait don de ses économies et de ses bijoux à l'église catholique pour prouver son dévouement. A son retour, ils rencontrent le médecin d'Emily et il leur dit que sa paralysie est susceptible d'être permanente... | Nucky Thompson fait un retour en force à Atlantic City sur le front de la contrebande. Il inonde la ville de whisky de haute qualité et à bas prix, mais il est dégonflé lorsqu'il ne peut pas faire revenir son procès en ville. Il congédie son avocat et s'arrange pour se rendre à New York afin d'engager un nouvel avocat. Emily Schroeder attend les résultats des tests à l'hôpital et Margaret continue de blâmer ses propres péchés pour la maladie d'Emily. Teddy agit, se sentant négligé avec Emily malade et Nucky propose de l'emmener à New York. Dans la ville, il est présenté à Bill Fallon par Arnold Rothsteinet l'engage comme avocat de la défense. Après la réunion, Teddy révèle qu'il a vu Nucky brûler la maison de son père. Pendant que Nucky est absent, Margaret fait don de ses économies et de ses bijoux à l'église catholique pour prouver son dévouement. A son retour, ils rencontrent le médecin d'Emily et il leur dit que sa paralysie est susceptible d'être permanente... | Nucky Thompson fait un retour en force à Atlantic City sur le front de la contrebande. Il inonde la ville de whisky de haute qualité et à bas prix, mais il est dégonflé lorsqu'il ne peut pas faire revenir son procès en ville. Il congédie son avocat et s'arrange pour se rendre à New York afin d'engager un nouvel avocat. Emily Schroeder attend les résultats des tests à l'hôpital et Margaret continue de blâmer ses propres péchés pour la maladie d'Emily. Teddy agit, se sentant négligé avec Emily malade et Nucky propose de l'emmener à New York. Dans la ville, il est présenté à Bill Fallon par Arnold Rothsteinet l'engage comme avocat de la défense. Après la réunion, Teddy révèle qu'il a vu Nucky brûler la maison de son père. Pendant que Nucky est absent, Margaret fait don de ses économies et de ses bijoux à l'église catholique pour prouver son dévouement. A son retour, ils rencontrent le médecin d'Emily et il leur dit que sa paralysie est susceptible d'être permanente... |
| 11       | 23      | " Sous la puissance de Dieu, elle s'épanouit " | Howard Korder | Allen Coulter | 4 décembre 2011 |
| Résumé   | Résumé  | Résumé                                         | Jimmy Darmody se réfugie de son chagrin à la suite du meurtre de sa femme Angela dans un brouillard induit par la drogue et l'alcool dans un hôtel de Princeton . Des flashbacks de 1916 décrivent son passage au collège. Sa mère Gillian vient lui rendre visite et il l'emmène dans une mixité sociale où elle rencontre Angela, alors sa petite amie. Angela lui dit qu'elle est enceinte et il accepte d'emménager avec elle et lui propose une proposition farfelue. Il boit beaucoup et quand Gillian est malmenée par son professeur, il bat le professeur. Il ramène alors Gillian chez lui et se couche avec elle; la mère et le fils commettent l'inceste. Le lendemain, Jimmy rejoint l'armée. Pendant que Jimmy manque, ses partenaires de contrebande menacent Mickey Doyleà payer Jimmy sur ses propres bénéfices. Doyle informe l'agent d'interdiction Nelson Van Alden de leur intention de se rencontrer et de partager les bénéfices, proposant de partager la totalité de la prise avec Van Alden mais Van Alden décline l'offre. Jimmy retourne finalement à Atlantic City où Gillian organise froidement des funérailles et planifie leur avenir en tant que famille. Il entre en colère quand elle lui dit que son fils Tommy oubliera Angela dans un mois. Il tente d'étrangler Gillian mais est arrêté par Le Commodore , son père. Après une lutte, Jimmy tue le Commodore et tombe inconscient à cause de ses blessures. Il se réveille pour trouver Richard Harrownettoie la scène et se rendort. Il est à nouveau réveillé par Gillian qui a fait tomber Tommy pour le rassurer. Elle lui dit qu'elle veut oublier ce qu'il a fait et lui promet que les choses iront mieux... | Jimmy Darmody se réfugie de son chagrin à la suite du meurtre de sa femme Angela dans un brouillard induit par la drogue et l'alcool dans un hôtel de Princeton . Des flashbacks de 1916 décrivent son passage au collège. Sa mère Gillian vient lui rendre visite et il l'emmène dans une mixité sociale où elle rencontre Angela, alors sa petite amie. Angela lui dit qu'elle est enceinte et il accepte d'emménager avec elle et lui propose une proposition farfelue. Il boit beaucoup et quand Gillian est malmenée par son professeur, il bat le professeur. Il ramène alors Gillian chez lui et se couche avec elle; la mère et le fils commettent l'inceste. Le lendemain, Jimmy rejoint l'armée. Pendant que Jimmy manque, ses partenaires de contrebande menacent Mickey Doyleà payer Jimmy sur ses propres bénéfices. Doyle informe l'agent d'interdiction Nelson Van Alden de leur intention de se rencontrer et de partager les bénéfices, proposant de partager la totalité de la prise avec Van Alden mais Van Alden décline l'offre. Jimmy retourne finalement à Atlantic City où Gillian organise froidement des funérailles et planifie leur avenir en tant que famille. Il entre en colère quand elle lui dit que son fils Tommy oubliera Angela dans un mois. Il tente d'étrangler Gillian mais est arrêté par Le Commodore , son père. Après une lutte, Jimmy tue le Commodore et tombe inconscient à cause de ses blessures. Il se réveille pour trouver Richard Harrownettoie la scène et se rendort. Il est à nouveau réveillé par Gillian qui a fait tomber Tommy pour le rassurer. Elle lui dit qu'elle veut oublier ce qu'il a fait et lui promet que les choses iront mieux... | Jimmy Darmody se réfugie de son chagrin à la suite du meurtre de sa femme Angela dans un brouillard induit par la drogue et l'alcool dans un hôtel de Princeton . Des flashbacks de 1916 décrivent son passage au collège. Sa mère Gillian vient lui rendre visite et il l'emmène dans une mixité sociale où elle rencontre Angela, alors sa petite amie. Angela lui dit qu'elle est enceinte et il accepte d'emménager avec elle et lui propose une proposition farfelue. Il boit beaucoup et quand Gillian est malmenée par son professeur, il bat le professeur. Il ramène alors Gillian chez lui et se couche avec elle; la mère et le fils commettent l'inceste. Le lendemain, Jimmy rejoint l'armée. Pendant que Jimmy manque, ses partenaires de contrebande menacent Mickey Doyleà payer Jimmy sur ses propres bénéfices. Doyle informe l'agent d'interdiction Nelson Van Alden de leur intention de se rencontrer et de partager les bénéfices, proposant de partager la totalité de la prise avec Van Alden mais Van Alden décline l'offre. Jimmy retourne finalement à Atlantic City où Gillian organise froidement des funérailles et planifie leur avenir en tant que famille. Il entre en colère quand elle lui dit que son fils Tommy oubliera Angela dans un mois. Il tente d'étrangler Gillian mais est arrêté par Le Commodore , son père. Après une lutte, Jimmy tue le Commodore et tombe inconscient à cause de ses blessures. Il se réveille pour trouver Richard Harrownettoie la scène et se rendort. Il est à nouveau réveillé par Gillian qui a fait tomber Tommy pour le rassurer. Elle lui dit qu'elle veut oublier ce qu'il a fait et lui promet que les choses iront mieux... |
| 12       | 24      | " Aux disparus "                               | Terence Winter | Tim Van Patten | 11 décembre 2011 |
| Résumé   | Résumé  | Résumé                                         | Jimmy Darmody tente de faire amende honorable pour sa trahison de Nucky Thompson , bien qu'il sache que Nucky ne lui pardonnera jamais. Il est aidé par Richard Harrow . Ils mettent fin à la grève des travailleurs afro-américains en kidnappant les membres du Ku Klux Klan responsables du raid sur l'entrepôt de Chalky White et en les livrant à Chalky avec une indemnisation pour les familles des hommes tués lors du raid. Jimmy demande à Chalky d'organiser une rencontre avec Nucky. Lors de la réunion, il dit qu'il veut arranger les choses, explique les raisons de sa trahison et demande ce qu'il peut faire pour aider Nucky. Nucky demande un aperçu de la tentative d'assassinat et Jimmy rejette la faute sur Eli Thompson. Nucky lui demande de saboter l'affaire judiciaire contre lui qui comprend des accusations de trucage électoral et le meurtre de Hans Schroeder . Jimmy règle la succession du Commodore , détruisant son testament pour s'assurer qu'il en héritera. Il prend soin de vérifier qu'il passera à son fils en cas de décès. Jimmy ne parvient pas à convaincre ses co-conspirateurs d'impliquer Eli au lieu de Nucky. Il fait assassiner Jim Neary par Harrow à la veille du procès. Ils forcent Neary à écrire une déclaration impliquant Eli sous la menace d'une arme avant de mettre en scène sa mort comme un suicide... | Jimmy Darmody tente de faire amende honorable pour sa trahison de Nucky Thompson , bien qu'il sache que Nucky ne lui pardonnera jamais. Il est aidé par Richard Harrow . Ils mettent fin à la grève des travailleurs afro-américains en kidnappant les membres du Ku Klux Klan responsables du raid sur l'entrepôt de Chalky White et en les livrant à Chalky avec une indemnisation pour les familles des hommes tués lors du raid. Jimmy demande à Chalky d'organiser une rencontre avec Nucky. Lors de la réunion, il dit qu'il veut arranger les choses, explique les raisons de sa trahison et demande ce qu'il peut faire pour aider Nucky. Nucky demande un aperçu de la tentative d'assassinat et Jimmy rejette la faute sur Eli Thompson. Nucky lui demande de saboter l'affaire judiciaire contre lui qui comprend des accusations de trucage électoral et le meurtre de Hans Schroeder . Jimmy règle la succession du Commodore , détruisant son testament pour s'assurer qu'il en héritera. Il prend soin de vérifier qu'il passera à son fils en cas de décès. Jimmy ne parvient pas à convaincre ses co-conspirateurs d'impliquer Eli au lieu de Nucky. Il fait assassiner Jim Neary par Harrow à la veille du procès. Ils forcent Neary à écrire une déclaration impliquant Eli sous la menace d'une arme avant de mettre en scène sa mort comme un suicide... | Jimmy Darmody tente de faire amende honorable pour sa trahison de Nucky Thompson , bien qu'il sache que Nucky ne lui pardonnera jamais. Il est aidé par Richard Harrow . Ils mettent fin à la grève des travailleurs afro-américains en kidnappant les membres du Ku Klux Klan responsables du raid sur l'entrepôt de Chalky White et en les livrant à Chalky avec une indemnisation pour les familles des hommes tués lors du raid. Jimmy demande à Chalky d'organiser une rencontre avec Nucky. Lors de la réunion, il dit qu'il veut arranger les choses, explique les raisons de sa trahison et demande ce qu'il peut faire pour aider Nucky. Nucky demande un aperçu de la tentative d'assassinat et Jimmy rejette la faute sur Eli Thompson. Nucky lui demande de saboter l'affaire judiciaire contre lui qui comprend des accusations de trucage électoral et le meurtre de Hans Schroeder . Jimmy règle la succession du Commodore , détruisant son testament pour s'assurer qu'il en héritera. Il prend soin de vérifier qu'il passera à son fils en cas de décès. Jimmy ne parvient pas à convaincre ses co-conspirateurs d'impliquer Eli au lieu de Nucky. Il fait assassiner Jim Neary par Harrow à la veille du procès. Ils forcent Neary à écrire une déclaration impliquant Eli sous la menace d'une arme avant de mettre en scène sa mort comme un suicide... |